# Ptychomitrium lepidomitrium
Ptychomitrium lepidomitrium är en bladmossart som beskrevs av W. P. Schimper in Bescherelle 1872. Ptychomitrium lepidomitrium ingår i släktet atlantmossor, och familjen Ptychomitriaceae. Inga underarter finns listade i Catalogue of Life.